# Dietrich von Theobald
Dietrich Hans Joseph von Theobald (* 11. Januar 1908 in Karlsruhe; † 5. Oktober 1991 in Montgeron, Frankreich) war ein deutscher Filmproduzent.

## Leben
Dietrich von Theobald wurde als Sohn des Vorstandsmitgliedes der UFA Berthold Otto Friedrich Wilhelm von Theobald (1882–1947) und dessen Frau Konstanze Karoline, geb. Franzous, in Karlsruhe geboren. Nach dem Abitur absolvierte er zunächst eine Banklehre und studierte anschließend zwei Jahre lang Jura. Ende der 1920er, Anfang der 1930er Jahre lebte er für Sprachstudien in London und Paris.
Im Kopierwerk Éclair Tirage kam er mit dem französischen Film in Kontakt. Ab 1931 arbeitete er für die UFA, zunächst als Aufnahmeleiter, ab 1937 als Produktionsleiter und ab 1939 als Herstellungsgruppenleiter. Im Zweiten Weltkrieg war er Kriegsteilnehmer.
Erst 1950 konnte er bei der Produktionsgesellschaft Camera-Film GmbH in Hamburg an seine frühere Berufstätigkeit anknüpfen. Seit 1953 war er als Herstellungsleiter bzw. Ausführender Produzent für die Capitol-Film in Berlin tätig.

## Filmografie
| - 1935: Mach' mich glücklich - 1935: Les époux célibataires - 1935: Schwarze Rosen - 1936: Boccaccio - 1937: Menschen ohne Vaterland - 1937: Sieben Ohrfeigen - 1937: Fanny Elßler - 1937: Gasparone - 1938: S.O.S. Sahara - 1938: Un fichu métier - 1938: Urlaub auf Ehrenwort - 1939: Hallo Janine - 1939: Drei Väter um Anna - 1939: Meine Tante, deine Tante - 1940: L'héritier des Mondésir - 1950: Insel ohne Moral - 1952: Gift im Zoo | - 1952: Klettermaxe - 1953: Der träumende Mund - 1953: Die Stärkere - 1953: Die Rose von Stambul - 1954: Ein Leben für Do - 1954: Konsul Strotthoff - 1954: Die Hexe - 1955: Der Himmel ist nie ausverkauft - 1955: Vor Gott und den Menschen - 1956: Ein Mädchen aus Flandern - 1957: Casino de Paris - 1957: Herrscher ohne Krone - 1958: … und nichts als die Wahrheit - 1958: Helden - 1959: Der Schäfer vom Trutzberg - 1959: Das Totenschiff - 1960: Die Fastnachtsbeichte |